# Iraklis Salonic FC
Iraklis Thessaloniki FC (Iraklis Salonic) este o echipă din Salonic, Grecia. Echipa joacă în Superliga Greacă și este una dintre cele mai vechi echipe din Grecia. Clubul a câștigat o Cupă greacă în anul 1976, și una în Europa de Sud-Est în 1985. FC Iraklis a fost fondată în anul 1908.
Clubul are culorile albastru și alb pentru a reprezenta steagul Greciei. Și-au construit propriul stadion în 2008 în Chortatzides, la est de Salonic. Fanii echipei sunt euforici, într-un număr foarte mare, ce dețin o serie de rivalități de lungă durată cu câteva cluburi precum Aris și Panathinaikos.
Iraklis a fost concepută pentru prima dată în 1899 sub denumirea de Friends of the Arts (Prieteni de Arte); primul meci oficial a avut loc în dată de 23 aprilie 1905 când a dat naștere numelui Iraklis echipei iar de atunci nu s-a mai schimbat. În timpul Campionatului Grec după Primul Război Mondial, Iraklis a fost considerat un model de echipă. Iraklis a participat în 1947 în Finala Cupei din Grecia, dar a fost învinsă cu 5-0 de Olympiakos. În 1950 echipa era printre echipele de top din Grecia (pe locul 3) împreună cu Olympiakos și AEK Atena, Panathinaikos, PAOK și Aris Salonic.
Iraklis a fost susținută de la bun început de suporterii săi. Chiar dacă nu a fost una dintre cele mai populare echipe in primii săi ani, ea a devenit steagul asociației de fotbal devenind din ce în ce mai populară. Iraklis are acum niște suporteri extraordinari, stadionul fiind plin meci de meci.
Antrenorul echipei, Oleg Protasov, a semnat pentru o perioadă de 2 ani în vara anului 2009, dar a fost demis după doar opt etape din sezonul 2009-2010, deoarece echipa se afla pe locul 15, penultimul, în campionat.

## Palmares
Național
- Superliga Greacă
  - Locul 2 (3): 1933–34, 1938–39, 1946–47
- Beta Ethniki
  - Câștigătoare (1): 1980–81
- Cupa Greciei
  - Câștigătoare (1): 1976
  - Finalistă (4): 1947, 1957, 1980, 1987

International
- Cupa Balcanică
  - Câștigătoare (1): 1985

Regional
- Campionatul Thessaloniki[3]
  - Campioni (2): 1914, 1915
- EPSM Championship[3][1][2]
  - Campioni (5): 1926-27, 1938–39, 1939–40, 1950–51, 1951–52
  - Locul 2 (6): 1923-24, 1925–26, 1929–30, 1936–37, 1946–47, 1952–53

## Istoric antrenori
| Nume                   | Țara          | Perioada  |
| ---------------------- | ------------- | --------- |
| Nikos Papadopoulos     | Grecia        | 2014–     |
| Guillermo Ángel Hoyos  | Argentina     | 2013–2014 |
| Siniša Gogić           | Serbia        | 2013      |
| Giannis Chatzinikolaou | Grecia        | 2013      |
| Giorgos Strantzalis    | Grecia        | 2012–13   |
| Soulis Papadopoulos    | Grecia        | 2011–12   |
| Vasilis Spirogiannis   | Grecia        | 2011      |
| Giorgos Paraschos      | Grecia        | 2011      |
| Marinos Ouzounidis     | Grecia        | 2010–11   |
| Jozef Bubenko          | Slovacia      | 2010      |
| Savvas Kofidis         | Grecia        | 2009–10   |
| Oleh Protasov          | Ucraina       | 2009      |
| Makis Katsavakis       | Grecia        | 2008–09   |
| Ángel Pedraza          | Spania        | 2008      |
| Ivan Jovanović         | Serbia        | 2007      |
| Jozef Bubenko          | Slovacia      | 2007      |
| Savvas Kofidis         | Grecia        | 2005–07   |
| Sergio Markarian       | Uruguay       | 2004–05   |
| Mats Jingblad          | Suedia        | 2004      |
| Eugène Gerards         | Țările de Jos | 2003–04   |
| Ivan Jovanović         | Serbia        | 2002      |

| Nume                           | Țara              | Perioada |
| ------------------------------ | ----------------- | -------- |
| Angelos Anastasiadis           | Grecia            | 2001–02  |
| Ioannis Kyrastas               | Grecia            | 2000     |
| Angelos Anastasiadis           | Grecia            | 1999–00  |
| Mats Jingblad                  | Suedia            | 1999     |
| Kiril Dojčinovski              | Macedonia de Nord | 1998     |
| Giorgos Paraschos              | Grecia            | 1997–98  |
| Alketas Panagoulias            | Grecia            | 1997     |
| Vasilis Antoniadis             | Grecia            | 1996–97  |
| Dusan Mitosevic                | Serbia            | 1994–96  |
| Thijs Libregts                 | Țările de Jos     | 1991–94  |
| Telis Batakis                  | Grecia            | 1990–91  |
| Agne Simonsson                 | Suedia            | 1988–90  |
| Nikos Alefantos                | Grecia            | 1987–88  |
| Kostas Aidiniou Giorgos Koudas | Grecia            | 1987     |
| Christos Archontidis           | Grecia            | 1987     |
| Diethelm Ferner                | Germania          | 1986–87  |
| Nikos Alefantos                | Grecia            | 1986     |
| Telis Batakis                  | Grecia            | 1985–86  |
| Friedel Rausch                 | Germania          | 1983–85  |

| Nume                 | Țara       | Perioada |
| -------------------- | ---------- | -------- |
| Telis Batakis        | Grecia     | 1983     |
| Apostol Chachevski   | Bulgaria   | 1981–83  |
| Telis Batakis        | Grecia     | 1980–81  |
| Kostas Karapatis     | Grecia     | 1980     |
| Antoni Brzeżańczyk   | Polonia    | 1978–79  |
| Kostas Karapatis     | Grecia     | 1978     |
| Michalis Bellis      | Grecia     | 1977–78  |
| Milan Ribar          | Iugoslavia | 1976–77  |
| Les Shannon          | Anglia     | 1975–76  |
| Ljubiša Spajić       | Iugoslavia | 1974–75  |
| Ilias Zahariadis     | Grecia     | 1972–73  |
| Lakis Petropoulos    | Grecia     | 1971–72  |
| Ljubiša Spajić       | Iugoslavia | 1969–72  |
| Kostas Karapatis     | Grecia     | 1967–69  |
| Milošević            | Iugoslavia | 1965–66  |
| Ratomir Čabrić       | Iugoslavia | 1964–65  |
| Takács               | Ungaria    | 1963–64  |
| Theodor Brinek, Sr.  | Austria    | 1962–63  |
| Aleksandar Tomašević | Iugoslavia | 1961–62  |
| Panos Markovic       | Grecia     | 1959–61  |